# 차낭 사리

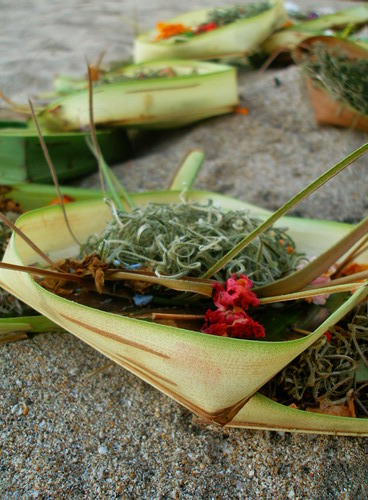
쿠타 해변 모래 위의 차낭 사리

차낭 사리(발리어: ᬘᬦᬂᬲᬭᬶ)는 발리인들이 찬양과 기도로 9신에게 감사하기 위해 매일 바치는 공물 중 하나이다. 차낭 사리는 발리의 사원(푸라), 집 안의 작은 사당, 그리고 땅 위나 더 큰 공물의 일부로 볼 수 있다.

## 어원
차낭 사리라는 문구는 발리어 단어 사리(본질)와 차낭(쟁반 역할을 하는 작은 야자잎 바구니)에서 파생되었다. 차낭 자체는 카위어에서 온 두 음절로 구성되어 있다: 카(아름다운)와 낭(목적).

## 구성
차낭 사리는 페포로산, 체퍼, 라카라카, 삼피안 우라사리 등 여러 부분으로 이루어져 있다. 페포로산 또는 핵심 재료는 빈랑잎, 바나나잎, 석회, 감비르, 프레스티지, 담배, 빈랑열매로 만들어진다. 페포로산의 재료는 트리무르티, 즉 세 주요 힌두 신을 상징한다. 시바는 석회로, 비슈누는 빈랑열매로, 브라흐마는 감비르로 상징된다. 차낭 사리는 아르다 찬드라의 상징으로 체퍼(야자잎으로 만든 쟁반)로 덮여 있다. 라카라카는 삼피안 우라사리로 덮여 있으며, 그 위에는 특정 방향으로 놓인 꽃들이 있다. 각 방향은 힌두 신(데바)을 상징한다.
- 동쪽을 가리키는 흰색 꽃은 이슈와라의 상징이다.
- 남쪽을 가리키는 붉은색 꽃은 브라흐마의 상징이다.
- 서쪽을 가리키는 노란색 꽃은 마하데바의 상징이다.
- 북쪽을 가리키는 파란색 또는 녹색 꽃은 비슈누의 상징이다.

차낭 사리는 차낭 위에 켑페(동전)나 지폐를 놓음으로써 완성되는데, 이는 공물의 정수("사리")를 이룬다고 한다.

## 사용
차낭 사리는 세상에 주어진 평화에 대한 감사의 표시로 매일 상 향 위디 와사에게 바쳐지며, 가장 간단한 일상 가정 공물이다. 공물 뒤에 숨은 철학은 그것을 준비하는 데 시간과 노력을 들이는 자기희생이다. 공동체나 가족에게 죽음이 있을 때는 차낭 사리를 바치지 않는다. 차낭 사리는 끌리원, 푸르나마, 띨렘과 같은 특정 날에도 사용된다.

## 갤러리
- 고아 가자에 바쳐진 차낭 한 쟁반
- 지역 파사르(시장)에서 팔기 위해 차낭을 만드는 젊은 발리 여성.
- 차 안에 있는 차낭
- 길 위에 있는 차낭
- 쿠타 해변의 차낭 사리
- 쿠타 해변의 차낭 사리
- 찬구 해변에서 향과 함께
- 찬구에서
- 동자와주, 반유왕이 리젠시의 푸라 베지 아난타보가에 있는 차낭 사리
- 아침에 꽃 공물 의식을 치르는 발리 여성들
- 발리 쿠타에 차낭을 놓는 장소
- 차낭 사리 공물을 만드는 방법을 가르치는 발리 여성.

## 더 읽어보기
- Johnston, Brian (2023년 6월 30일). “The embarrassingly common thing in Bali most tourists know nothing about”. 《WAtoday / Traveller》 (영어). 2023년 7월 3일에 확인함.